# 1981 în științifico-fantastic
- 1980 în științifico-fantastic — 1981 în științifico-fantastic — 1982 în științifico-fantastic

1981 în științifico-fantastic a implicat o serie de evenimente:

## Nașteri și decese

### Nașteri
- Nadine Boos
- Monica Byrne
- Genevieve Valentine

### Decese
- Harry Bates (n. 1900)
- Paddy Chayefsky (n. 1923)
- Edwin Corley (n. 1931)
- Kendell Foster Crossen (n. 1910)
- Hans Flesch-Brunningen (n. 1895)
- Edwin Erich Dwinger (n. 1898)
- Gennadi Gor (n. 1907)
- D. F. Jones (n. 1918)
- Charles Eric Maine (Pseudonimul lui David McIlwain) (n. 1921)
- John J. McGuire (n. 1917)
- Kit Pedler (n. 1927)
- Francis G. Rayer (n. 1921)
- W. D. Rohr (n. 1928)
- James H. Schmitz (n. 1911)
- W. W. Shols (n. 1925)
- George O. Smith (cunoscut sub pseudonimul Wesley Long) (n. 1911)
- Peter von Tramin (n. 1932)

## Cărți

### Colecții de povestiri
- Aporisticon, Glosar de civilizații imaginare de Mihail Grămescu
- Fugă în spațiu-timp: povestiri științifico-fantastice de autori români, antologie editată de Ion Hobana
- Lumea lui Als Ob de Voicu Bugariu[2]

### Povestiri
- „Lumea lui Als Ob” de Voicu Bugariu

## Filme
| Titlu                               | Regizor          | Distribuție                                                        | Țara                                | Sub-Gen /Note    |
| ----------------------------------- | ---------------- | ------------------------------------------------------------------ | ----------------------------------- | ---------------- |
| Escape from New York                | John Carpenter   | Kurt Russell, Lee Van Cleef, Ernest Borgnine                       | Statele Unite ale Americii          |                  |
| Galaxy of Terror                    | B. D. Clark      | Edward Albert, Erin Moran, Ray Walston                             | Statele Unite ale Americii          |                  |
| Heartbeeps                          | Allan Arkush     | Andy Kaufman, Bernadette Peters                                    | Statele Unite ale Americii          |                  |
| Heavy Metal                         | Gerald Potterton | Rodger Bumpass, Jackie Burroughs, John Candy, Eugene Levy          | Statele Unite ale Americii · Canada | Film de animație |
| The Incredible Shrinking Woman      | Joel Schumacher  | Lily Tomlin, Charles Grodin, Ned Beatty, Henry Gibson, John Glover | Statele Unite ale Americii          |                  |
| Looker                              | Michael Crichton | Albert Finney, James Coburn, Susan Dey                             | Statele Unite ale Americii          |                  |
| Mad Max 2                           | George Miller    | Mel Gibson                                                         | Australia                           |                  |
| Outland                             | Peter Hyams      | Sean Connery, Peter Boyle, Frances Sternhagen                      | Statele Unite ale Americii          |                  |
| Scanners                            | David Cronenberg | Stephen Lack, Jennifer O'Neill, Patrick McGoohan                   | Canada                              |                  |
| Visitors from the Galaxy            | Dušan Vukotić    | Ljubiša Samardžić, Ivana Andrlová, Cvijeta Mesic                   | Serbia · Cehoslovacia               | [ 3 ]            |
| The War of the Worlds: Next Century | Piotr Szulkin    | Roman Wilhelmi                                                     | Polonia                             |                  |
|                                     |                  |                                                                    |                                     |                  |

## Premii

### Premiul Hugo
Premiile Hugo decernate la Worldcon pentru cele mai bune lucrări apărute în anul precedent:
- Premiul Hugo pentru cel mai bun roman:[4] Regina Zăpezilor de Joan D. Vinge
- Premiul Hugo pentru cea mai bună povestire:
- Premiul Hugo pentru cea mai bună prezentare dramatică:
- Premiul Hugo pentru cea mai bună revistă profesionistă:
- Premiul Hugo pentru cel mai bun fanzin:

### Premiul Nebula
Premiile Nebula acordate de Science Fiction and Fantasy Writers of America pentru cele mai bune lucrări apărute în anul precedent:
- Premiul Nebula pentru cel mai bun roman:[5] Gheara Conciliatorului de Gene Wolfe (1981)
- Premiul Nebula pentru cea mai bună nuvelă:
- Premiul Nebula pentru cea mai bună povestire:

### Premiul Saturn
Premiile Saturn sunt acordate de Academy of Science Fiction, Fantasy and Horror Films:
- Premiul Saturn pentru cel mai bun film științifico-fantastic: Superman II, regizat de Richard Lester